# Janusz Stanisław Przemieniecki
Janusz Stanisław Przemieniecki (Lipno, 1927 – 29 de novembro de 2017) foi um engenheiro polonês estabelecido nos Estados Unidos. Considerado um dos pioneiros no uso do Método dos Elementos Finitos, foi precursor em pesquisa sobre tensões térmicas nos revestimentos de aeronaves supersônicas.

## Publicações
- Theory of matrix structural analysis. Dover Publications, 1985
- Mathematical methods in defense analyses
- Acquisition of Defense Systems. AIAA, 1993
- Finite Element Structural Analysis: New Concepts. AIAA Education Series, 2009. ISBN: 978-1-56347-997-7